# محافظة ماريا ترينيداد سانشيز
محافظة ماريا ترينيداد سانشيز (بالإسبانية: Provincia de María Trinidad Sánchez)‏ هي محافظة في جمهورية الدومينيكان، بلغ عدد سكانها 205,032 نسمة وذلك حسب إحصائيات سنة 2020، عاصمتها ناغوا، تبلغ مساحتها 1,206.5 كيلومتر مربع.